# Atylotus sudharensis
Atylotus sudharensis är en tvåvingeart som beskrevs av Kapoor, Grewal och Sharma 1991. Atylotus sudharensis ingår i släktet Atylotus och familjen bromsar.
Artens utbredningsområde är Punjab (Indien). Inga underarter finns listade i Catalogue of Life.